# Brkini-Hügelland

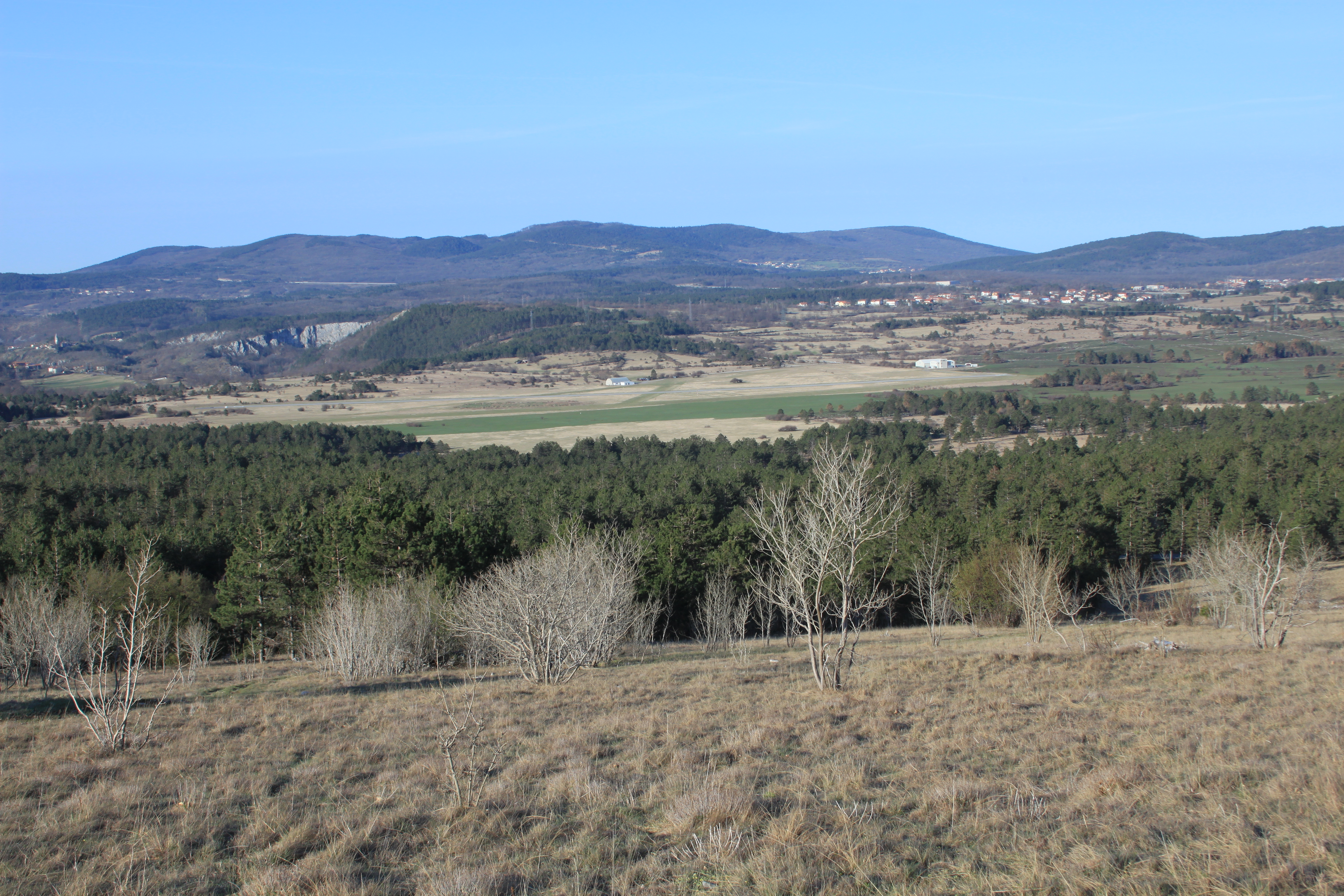
Blick vom Gabrk auf die Ausläufer des Brkini-Hügellandes

Brkini-Hügelland (slowenisch: Brkini, kroatisch: Brkinija, italienisch: Birchinia oder colli Birchini) ist der Name einer hügeligen Karstlandschaft im Südwesten Sloweniens.

## Geographie
Das Hügelland liegt am Übergang vom dinarischen Karst im slowenischen Landesinneren zum slowenische Küstenland (Dinarisch-litoraler Übergangsraum).
Die Region grenzt im Norden an den Fluss Reka, im Südwesten an das Materija-Tal (Matarsko podolje), im Nordwesten an das Karstplateau und im Südosten an das Jelšane-Tal (Jelšansko podolje).
Die Region ist 25 km lang und 7 km breit. Sie umfasst eine Fläche von 180 km2. Der zentrale Teil der Region liegt auf einer Höhe von 700 bis 800 m. Das Zentrum der Region ist das Dorf Pregarje.

## Ortschaften
Das Hügelland liegt auf dem Gebiet folgender Gemeinden:
- Region Primorsko-notranjska: Ilirska Bistrica und Pivka,
- Region Obalno-kraška: Divača und Hrpelje-Kozina

## Wirtschaft und Tourismus
Brkini wird als abwechslungsreiche, hügelige Karstlandschaft mit unberührter Natur beschrieben, bekannt für Anbau und Direktverwertung von Früchten, empfehlenswert für Wandern und Radfahren.